# Aleksandr Fietisow
Aleksandr Borisowicz Fietisow (ros. Александр Борисович Фетисов; ur. 5 marca 1967 w Kujbyszewie) – rosyjski samorządowiec, przedsiębiorca i polityk działający w obwodzie samarskim. Przewodniczący dumy miejskiej Samary w latach 2010–2015, sekretarz oddziału regionalnego partii Jedna Rosja w latach 2012–2016, mer Samary w latach 2014–2015, wicepremier obwodu samarskiego w latach 2015–2016, wicegubernator obwodu samarskiego od 2016 roku.

## Życiorys
Aleksandr Fietisow urodził się 5 marca 1967 roku w Kujbyszewie (obecnie Samara).
W 1988 roku ukończył z wyróżnieniem Wyższą Wojskowo-Polityczną Szkołę Ogólnowojskową w Mińsku w Białoruskiej SRR. W latach 1988–1992 służył w Sztabie Generalnym Sił Zbrojnych ZSRR.
W latach 1992–2001 prowadził działalność gospodarczą jako trener walki wręcz. Następnie stał na czele struktur partii Jedna Rosja w rejonie żeleznodorożnym Samary. W latach 2001–2004 był wiceprezesem akcyjnego banku komercyjnego Ziemskij Bank. W 2003 roku ukończył studia na Wydziale Prawa Uniwersytetu Ministerstwa Spraw Wewnętrznych Rosji w Petersburgu. W latach 2007–2010 był prezesem zarządu Samarskiej fabryki czekolady. W latach 2007–2010 był zastępcą sekretarza rady politycznej samarskiego obwodowego oddziału partii Jedna Rosja.
W 2010 roku został wybrany na radnego dumy miejskiej Samary w jednomandatowym okręgu nr 1 rejonu żeleznodorożnego. 15 października na pierwszym posiedzeniu Dumy Miejskiej został wybrany na jej przewodniczącego.
31 lipca 2012 roku został wybrany na sekretarza oddziału obwodowego Jednej Rosji, zastępując na tym stanowisku rektora Samarskiego Uniwersytetu Państwowego Igora Noskowa. Na tym stanowisku zainicjował kilka regionalnych projektów partyjnych, w szczególności projektu „Lato z piłką nożną”, którego głównym zadaniem, według Fietisowa, jest promocja zdrowego stylu życia i ulepszanie obiektów sportowych.
24 listopada 2014 roku na konferencji samarskiego oddziału obwodowego Jednej Rosji kandydatura Aleksandra Fietisowa na stanowisko mera okręgu miejskiego Samary i przewodniczącego dumy miejskiej została poparta przez większość delegatów i przekazana do rozpatrzenia rozpatrzenia przez dumę miejską. Tego samego dnia Fietisow został jednomyślnie wybrany na mera Samary. W latach 2014–2015 jako mer Samary był jednocześnie wiceprzewodniczącym Stowarzyszenia Miast Powołża.
13 września 2015 roku został wybrany na radnego rejonu żeleznodorożnego Samary. 17 września na posiedzeniu plenarnym złożył rezygnację z funkcji radnego, przewodniczącego dumy miejskiej i mera miasta. 18 września został mianowany wicepremierem rządu obwodu samarskiego, na którego czele stał Aleksandr Niefiedow.
19 grudnia 2016 roku Aleksandr Fietisow został powołany na stanowisko wicegubernatora obwodu samarskiego.
Ma syna i córkę.

## Odznaczenia
- Medal Orderu „Za zasługi dla Ojczyzny” (2023)[11]
- Medal Żukowa[1]
- Medal „Za wyróżnienie w służbie wojskowej”[1]